# Podrosche
Podrosche, obersorbisch Podroždź, ist ein Ortsteil der sächsischen Gemeinde Krauschwitz. Das Zeilendorf liegt an der Lausitzer Neiße, über die eine Grenzbrücke zum polnischen Nachbarort Przewóz (deutsch Priebus) führt. Der Ort liegt am Ostrand des offiziellen sorbischen Siedlungsgebiets in der Oberlausitz.
In der Zeit der Gegenreformation in Schlesien wurde im sächsischen Podrosche eine Grenzkirche errichtet. Diese war 1936 Namenspate bei der nationalsozialistisch motivierten Germanisierung des sorbischstämmigen Ortsnamens, bis 1947 hieß Podrosche offiziell Grenzkirch.

## Geographie

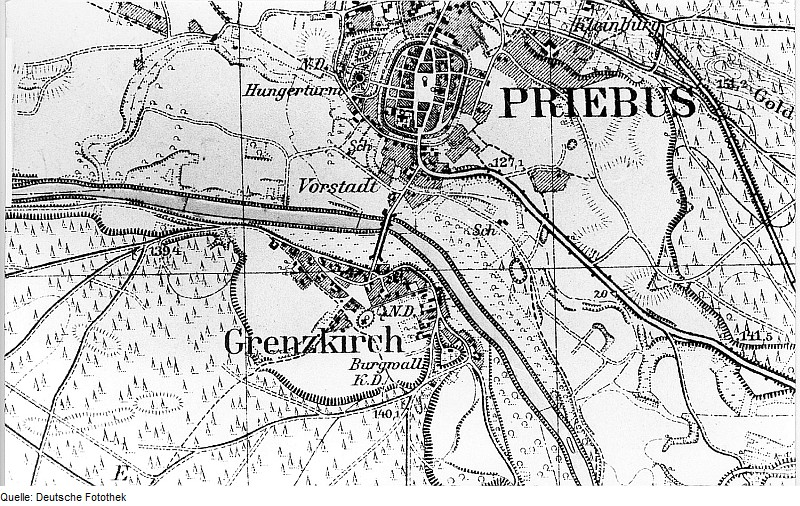
Messtischblatt von 1940: Podrosche (Grenzkirch) und Przewóz (Priebus)

Das Dorf liegt an einem Neißebogen. Die sächsische Staatsstraße 127 (S 127), die in Neißenähe von Bad Muskau über Rothenburg/O.L. nach Görlitz führt, verbindet Podrosche mit der nordwestlich gelegenen Ortschaft Werdeck und dem südlich gelegenen Dorf Klein Priebus. Westlich der drei Orte liegt der Truppenübungsplatz Oberlausitz, der sich über ein ausgedehntes Waldgebiet erstreckt.

## Geschichte
Eine eisenzeitliche Besiedlung in der Gemarkung ist durch eine 1937 archäologisch freigelegte früheisenzeitliche Befestigungsanlage belegt. Während der Völkerwanderung wurden weite Landstriche der nördlichen Oberlausitz menschenleer. Die Wiederbesiedlung erfolgte wahrscheinlich im 12. Jahrhundert durch Stämme der Milzener.
Erstmals wird der Ort urkundlich als Poyderose im Jahr 1395 in einem Görlitzer Stadtbuch erwähnt. Podrosche gehörte ursprünglich wohl zur Priebuser Herrschaft; durch einen Besitzwechsel wurde das Dorf wohl schon in der Mitte des 15. Jahrhunderts ein Lehn der Herrschaft Muskau. Diese Zugehörigkeit ist für das Jahr 1521 belegt, als es mit den weiteren Dörfern im Neißebogen zum Verkauf angeboten wurde. Die nordwestlich gelegenen Dörfer Pechern und Neudorf gehörten zu dieser Zeit zur Herrschaft Priebus im schlesischen Fürstentum Sagan, was den Muskauer Herren den Zugang zu den südlich davon liegenden Dörfern im Neißebogen erschwerte. Zudem waren diese Dörfer zu jener Zeit in Priebus eingepfarrt. Ein Verkauf sollte trotz allem nicht zustande kommen.
Im Jahr 1539 hielt die Reformation in Priebus Einzug, die auch die Bevölkerung Podrosches erfasste.
Zusammen mit den Dörfern Werdeck und Klein Priebus betrieb man einen Pechofen, der den von Land- und Forstwirtschaft lebenden Bauern eine Nebeneinkunft ermöglichte. An die Herrschaft wurden dafür laut dem Urbarium von 1552 sechs Schock zwölf Groschen für die Holzentnahme und 16 Groschen Pechzins gezahlt.
Die Herrschaft betrieb seit dem 16. Jahrhundert eine eigene Papiermühle südwestlich von Muskau und richtete 1612 eine zweite in Podrosche ein. Beide wurden im Dreißigjährigen Krieg (1618–1648) stark beschädigt, ein Wiederaufbau erfolgte nicht mehr. In mehreren Eisenhämmern wurde Anfang des 17. Jahrhunderts in der Herrschaft Muskau Eisen gewonnen, so auch in Podrosche. Durch den Krieg verfiel der Hammer; die danach einsetzende Depression und sinkende Eisenpreise ließen einen Wiederaufbau der Hämmer in Podrosche und Viereichen nicht zu.

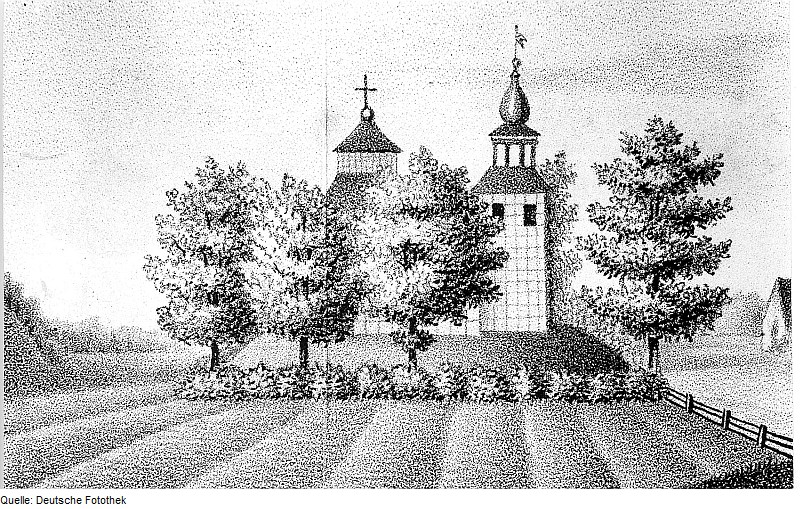
Lithographie der Kirche von Karl Viktor Fritz Buttkowsky

Noch während des Krieges erhielt das Kurfürstentum Sachsen durch den Prager Frieden von 1635 die Markgraftümer Niederlausitz und Oberlausitz zugesprochen. Als Anfang des Jahres 1668 im Fürstentum Sagan die Gegenreformation einsetzte, flohen Ende März Pfarrer Gottfried Scheffler, Diakonus Martin Mylius und der evangelische Schullehrer Johannes Moller mit ihren Familien aus dem schlesischen Priebus ins sächsische Podrosche. Dort gewährte ihnen der Muskauer Standesherr Kurt Reinicke von Callenberg Schutz und ließ ein Bethaus errichten, der Bau eines Schulhauses folgte sechs Jahre später. Zur Podroscher Parochie wechselten die Orte Buchwalde, Dobers (bis 1839, seitdem zu Leippa), Klein Priebus, Leippa (bis 1808), Pechern und Werdeck, sowie etwa 20 schlesische Gastgemeinden.
Die Grenzkirche Podrosche, die dem Ort in der nationalsozialistischen Zeit seinen Namen geben sollte, wurde 1690 eingeweiht. Die achteckige Fachwerkkirche mit angefügtem Turm verlor nach 1740 ihre Bedeutung, als der preußische König Friedrich II. den schlesischen Protestanten ihre Glaubensfreiheit garantierte und infolgedessen in Priebus wieder eine evangelische Kirche erbaut wurde.
Während des Siebenjährigen Krieges (1756–1763) im August 1760 setzten Österreicher die Brücke zwischen Podrosche und Priebus an 14 Stellen in Brand.
Nach dem Wiener Kongress musste Sachsen 1815 mehr als die Hälfte seiner Landesfläche an Preußen abtreten, darunter die gesamte Niederlausitz und einen großen Teil der Oberlausitz. Podrosche wurde im darauffolgenden Jahr dem neu gegründeten Kreis Rothenburg (Provinz Schlesien) zugeschlagen. Die Zollstation verlor ihre Bedeutung, das Brückenhaus stand noch bis etwa 1840 an der neuen Holzbrücke. 1845 war Podrosche ein Flecken, bis in die 1930er Jahre wurden viermal jährlich Rindermärkte abgehalten. Im Jahr 1855 wurde die Pecherner Kirche als Filialkirche von Muskau nach Podrosche zugewiesen.
In den 1860er Jahren wurde südwestlich des Ortszentrums ein Jagdschloss für den damaligen Muskauer Gutsbesitzer Friedrich von Oranien-Nassau errichtet. Durch den Verkauf des Ritterguts endete 1897 die Zugehörigkeit zur Standesherrschaft Muskau. Die Standesherren übten bis zum Ende des Zweiten Weltkriegs weiterhin das Patronatsrecht über die Kirche aus. Als durch einen Blitzschlag am 15. Mai 1907 die Kirche abbrannte, ließ Traugott Hermann Graf von Arnim-Muskau als Kirchenpatron eine neue Kirche errichten. Diese massive und ebenfalls in ihrer Grundform achteckige Kirche wird am 4. Juni 1908 geweiht. Die Orgel kommt von der Schweidnitzer Firma Schlag und Söhne.
Zwischen der Gemeinde Podrosche und der Stadt Priebus weihte man 1928 eine neue Neißebrücke aus Stahlbeton ein, die gegen Ende des Zweiten Weltkriegs im Frühjahr 1945 gesprengt wurde.
Gemeinsam mit Werdeck wurde Podrosche am 1. Juli 1950 nach Klein Priebus eingemeindet mit Gemeindesitz im zentral gelegenen Podrosche.

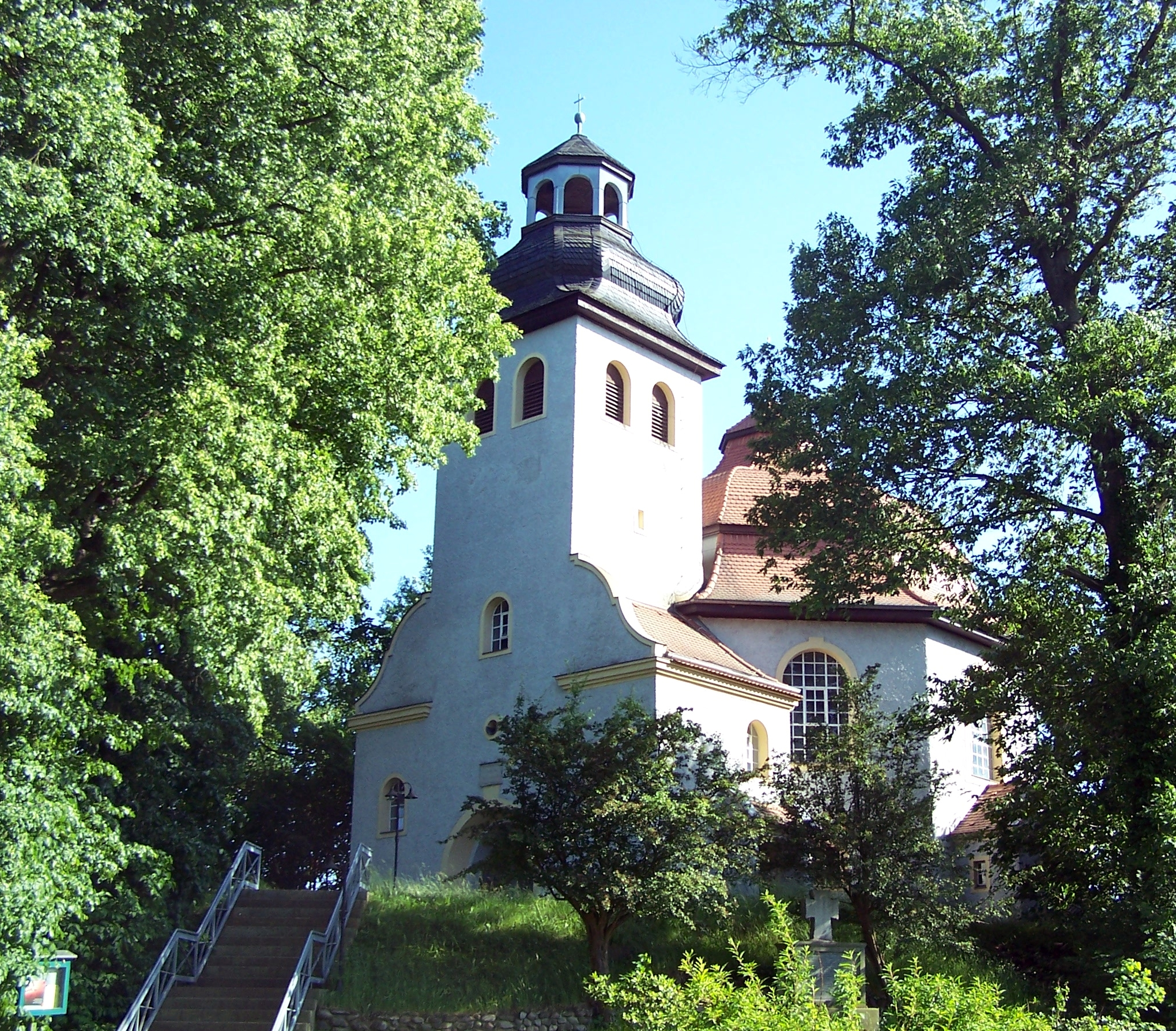
Kirche

Durch den Zusammenschluss der Gemeinden Krauschwitz, Sagar, Skerbersdorf, Pechern und Klein Priebus gehört Podrosche seit 1994 zur Einheitsgemeinde Krauschwitz.
Mit dem Aufbau eines Grenzübergangs zwischen Podrosche und Przewóz wurde 1994 wieder eine Neißebrücke zwischen den beiden Orten errichtet. Mit 1200 Fahrzeugen täglich (Stand 2007) ist er der am wenigsten genutzte Grenzübergang für Kraftfahrzeuge zwischen dem Freistaat Sachsen und Polen.
Die im Krieg beschädigte Kirche wurde 1995 umfassend renoviert, 1998 wurde zum 90-jährigen Kirchjubiläum auch die Orgel wieder hergerichtet. Ebenfalls seit 1998 ist Podrosche pfarramtlich mit der Kirchgemeinde Krauschwitz verbunden.

### Bevölkerungsentwicklung
| Jahr | Einwohner |
| ---- | --------- |
| 1782 | 124       |
| 1825 | 258       |
| 1871 | 222       |
| 1885 | 199       |
| 1905 | 205       |
| 1910 | 197       |
| 1925 | 177       |
| 1933 | 162       |
| 1939 | 145       |
| 1946 | 176       |
| 2009 | 54        |

Das Urbarium der Standesherrschaft aus dem Jahr 1552 nennt elf besessene Mann (ein Lehn- und Rittergut, zwei Einhüfner, acht Halbhüfner) und 16 Häusler. Bis 1630 verbessert sich die soziale Lage ein wenig, die Zahl der Bauern verringert sich zwar um einen, jedoch sind inzwischen vier Ein- und fünf Halbhüfner verzeichnet. Ein ähnlicher Prozess ist bei den Häuslern zu beobachten, zwei von ihnen sind inzwischen Gärtner. In der zweiten Kriegshälfte wird das Dorf arg gebeutelt, gegen Ende des Dreißigjährigen Kriegs liegt 1647 fast das halbe Dorf wüst. Von den 26 Wirtschaften sind nur noch 15 besetzt, darunter acht Bauern, zwei Gärtner und fünf Häusler. Im Jahr 1660 hat sich die Lage etwas entspannt. Neben dem Lehngut gibt es drei Ganz- und sechs Halbhüfner, mit dem Lehngut insgesamt also wieder zehn Bauern. Daneben werden ein Gärtner und neun Häusler genannt, deren Zahl bis 1699 auf zwei, respektive zwölf steigt.
Für das Jahr 1777, 14 Jahre nach dem Ende des Siebenjährigen Krieges, werden insgesamt nur noch sieben Bauerngüter, ein Gärtner und zwölf Häusler genannt, zudem stehen drei Wirtschaften wüst. Bis 1782 ist ein erneuter Bevölkerungsanstieg zu verzeichnen, es werden sechs Halb- und neun Viertelhüfner sowie ein Gärtner und elf Häusler verzeichnet. Die Zahl der Einwohner wird mit 124 beziffert. Bis 1810 steigt die Zahl der Wirtschaften nochmals von 27 auf 32, die Verteilung auf zwölf Bauern, zwei Gärtner und 18 Häusler lässt erahnen, dass mehrere Höfe dafür geteilt wurden.
Im 19. Jahrhundert ist wieder ein Rückgang der Einwohnerzahl zu verzeichnen. Zwischen 1825 und 1939 halbiert sie sich fast von 258 auf 145. Flucht und Vertreibung aus den besetzten Ostgebieten infolge der stalinistischen Westverschiebung Polens führen nach dem Zweiten Weltkrieg zwar zu einem kurzzeitigen Anstieg der Einwohnerzahl, sie kann in den folgenden Jahrzehnten jedoch nicht gehalten werden. Im Jahr 1991 haben die drei Gemeindeteile von Klein Priebus zusammen 181 Einwohner, während 45 Jahre vorher Podrosche allein fast die gleiche Zahl hat. Ende Juni 2009 hat Podrosche 54 Einwohner.
Als Arnošt Muka in den 1880er Jahren eine Statistik über sorbische Bevölkerung aufstellt, beachtet er Podrosche nicht weiter, da das Dorf bereits außerhalb des sorbischen Sprachgebiets liegt.

### Ortsname
Urkundliche Erwähnungen des Namens sind unter anderem Podegros (1521), Podogros (1552) und Poyderose (1595). Über Podroßen (1597), Poderusche (1615), Poderoscha (1704) und Poderosch (1791) entwickelt sich der Name hin zum heutigen Podrosche.
Der sorbische Name wird urkundlich im 19. Jahrhundert als Podroz und Podrože, Anfang des 20. Jahrhunderts als Podroždź wiedergegeben. Abweichend von dieser offiziellen Form nennt Robert Pohl 1924 Podrože; Ernst Eichler nennt 1975 Podróždć mit dem Hinweis, dass der Name mundartlich nicht mehr vorkommt.
Eichler hält den Namen für eine Ableitung aus dem Altsorbischen Podgrodźe von Podgrod’je „Ort, Gegend unterhalb der Burg“. Für diese These spricht, dass Podrosche vor den Toren der ehemaligen Landstadt Priebus liegt. Weiterhin geht er davon aus, dass der Name später an droha, podroha „Weg, Reise“ angeglichen wurde.